# بورتون (ایلینوی)
بورتون (به انگلیسی: Borton) یک منطقهٔ مسکونی در ایالات متحده آمریکا است که در شهرستان ادگار، ایلینوی واقع شده‌است. بورتون ۲۰۳ متر بالاتر از سطح دریا واقع شده‌است.